# Grad Vinica, Vinica Breg
Koordinati:   46°20′18.1″N, 16°08′04.1″E
Grad Vinica  se je kot srednjeveška mogočna trdnjava nahajal na enem od hribčkov Vinica Brega zahodno od trga Vinica v Hrvaškem Zagorju (15 km od Varaždina in 7,5 km južno od Ormoža v Sloveniji).  V ruševine je bil prepuščen v 18. stoletju. 

## Zgodovina
Grad ali utrdba Vinica se v listinah prvič omenja v prvi polovici 14. stoletja kot »castrum Vinica« in je bil sedež istoimenskega gospostva s svobodnim »mestom« (trgom) Vinico. Leta 1391 je lastnik trdnjave (»castrum Vynicha«) ogrski kralj Sigismund Luksemburški. Ta jo 17. 8. 1397 podari v dedno last rodbine  celjskemu grofu Hermanu II.. Gospostvo je takrat imelo 17 vasi in svobodno mesto. V posesti Celjskih je ostal do izumrtja zadnjega Celjana po moški liniji Ulrika II. leta 1456. Celjski so na gradu imeli svoje kastelane.

Po izumrtju Celjskih gospostvo in grad Vinica spet pripade ogrskemu kralju, ki ga leta 1463 podeli  Janu Vitovcu, ki ga za kratek čas nasledita sinova. Ker sta bila tajna zaveznika nemškega cesarja Maksimilijana Habsburškega in obtožena izdajstva, jima grad in posestvo, kot vsa druga, ogrski kralj Matija Korvin odvzame in podari svojemu nezakonskemu sinu, hrvaškemu banu, Ivanu Korvinu. Ta ga leta 1503, skupaj z gradom Trakoščan, podari svojemu podbanu Ivanu Gyulayu. 

Po smrti Ivana Gyulaya leta 1504, ki ni imel moških potomcev, je grad in gospostvo dodeljeno dedičem po ženski liniji. Tako postane lastnik Nikola Istvanffy s poroko z Elizabeto pl. Bot de Bayna.  Leta 1555 je grad Vinico skoraj povsem uničil požar, vendar je bil potem obnovljen in dograjen. Po smrti Istvanffy-ja leta 1568 pride Vinica v posest njegovih treh hčera oziroma njihovih mož, grofa Draškovića, grofa Keglevića in Ivana Lipceja ter hrvaškega bana Benedikta Thuroczya. Ban Thuroczy je tudi umrl na Vinici in je pokopan v župnijski cerkvi.

Nadaje so se menjavali številni lastniki, ki so se v 18. stoletju preselili v nižino, trdnjava pa je bila opuščena in od nje so ostale le ruševine.  